# Pic de Pucheran
Melanerpes pucherani
Espèce
Statut de conservation UICN

 LC  : Préoccupation mineure
Le Pic de Pucheran (Melanerpes pucherani) est une espèce d'oiseau de la famille des Picidae. 
Le nom scientifique et le nom normalisé français rendent hommage au zoologiste Jacques Pucheran.

## Description
Cet oiseau mesure 18,5 à 19 cm pour une masse de 42 à 68 g. Il a un plumage essentiellement noir et blanc. Le dos et les ailes sont noirs barrés de blanc. Le front est jaune. La poitrine est gris jaunâtre sale et le ventre de même mais barré de noir. Un dimorphisme sexuel existe : le mâle a la calotte et la nuque rouges tandis que la femelle arbore du noir.

## Répartition
L'aire de répartition de cet oiseau s'étend sur le Mexique, le Belize, le Guatemala, le Salvador, le Honduras, le Nicaragua, le Costa Rica, le Panama, la Colombie, l'Équateur et le Pérou.

## Habitat
Cet oiseau peuple les forêts humides, même dégradées, de plaine et de montagne, les plantations et les jardins.

## Alimentation

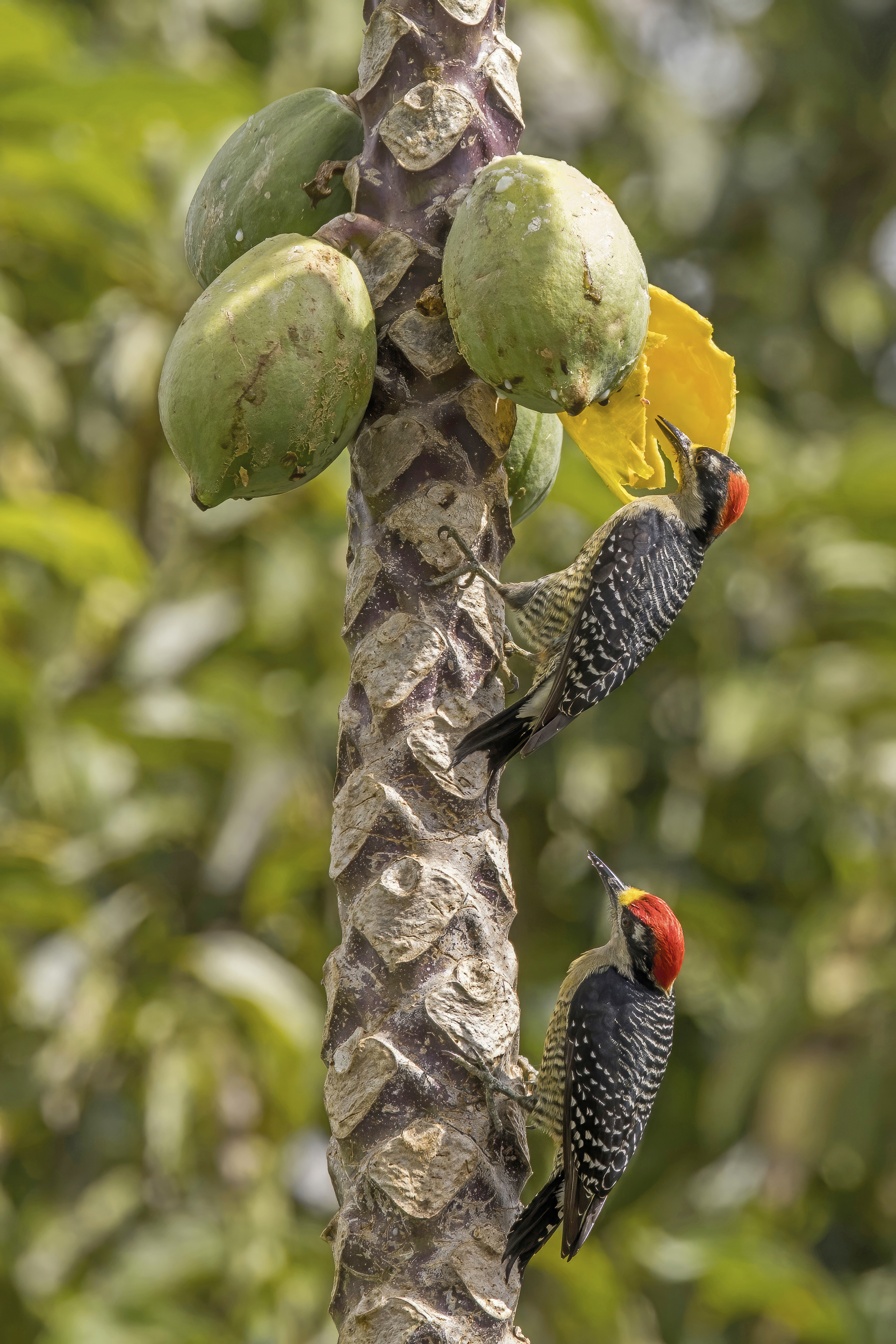
Un pic femelle se nourrissant de papaye sauvage.

Cette espèce se nourrit surtout dans les strates élevées des arbres où il consomme des insectes et davantage de fruits que la plupart des pics.